# Jurjuzany (folyó)
A Jurjuzany (oroszul: Юрюзань) folyó Oroszország európai részén, a Cseljabinszki területen és Baskíriában; az Ufa bal oldali mellékfolyója.

## Földrajz
Hossza: 404 km, vízgyűjtő területe: 7240 km², évi közepes vízhozama: 55 m³/sec.
Baskíria keleti részén, a Déli-Urál Masak nevű hegységének keleti lejtőjén (másképp: a Jamantau hegységtől északra), 964 m tengerszint feletti magasságban ered. Kezdetben szűk völgyben északkelet felé folyik, azután éles kanyarulattal nyugatra, északnyugatra fordul és a Bakti és a Zigalga hegységek között szélesebb völgyben folytatja útját. Uszty-Katav után észak felé folyik, ezen a szakaszon a folyó képezi a határt a Cseljabinszki terület és Baskíria között. Malojaz falutól ismét Baskíria területén, északnyugatra tart, középső szakaszán a hegyek közül kiér a síkságra. Alsó szakaszán, az Ufai-platón mélyen bevágódó keskeny völgyben kanyarog és az Ufa folyón kialakított Pavlovkai-víztározóba torkollik.
November végétől áprilisig befagy. Tavaszi árvize van, ekkor vonul le az éves vízmennyiség kb. 60%-a, de nyáron is előfordulnak nagy áradások. Jelentősebb mellékfolyója a Katav (109 km).

## Városok
- Jurjuzany (12 400 fő)

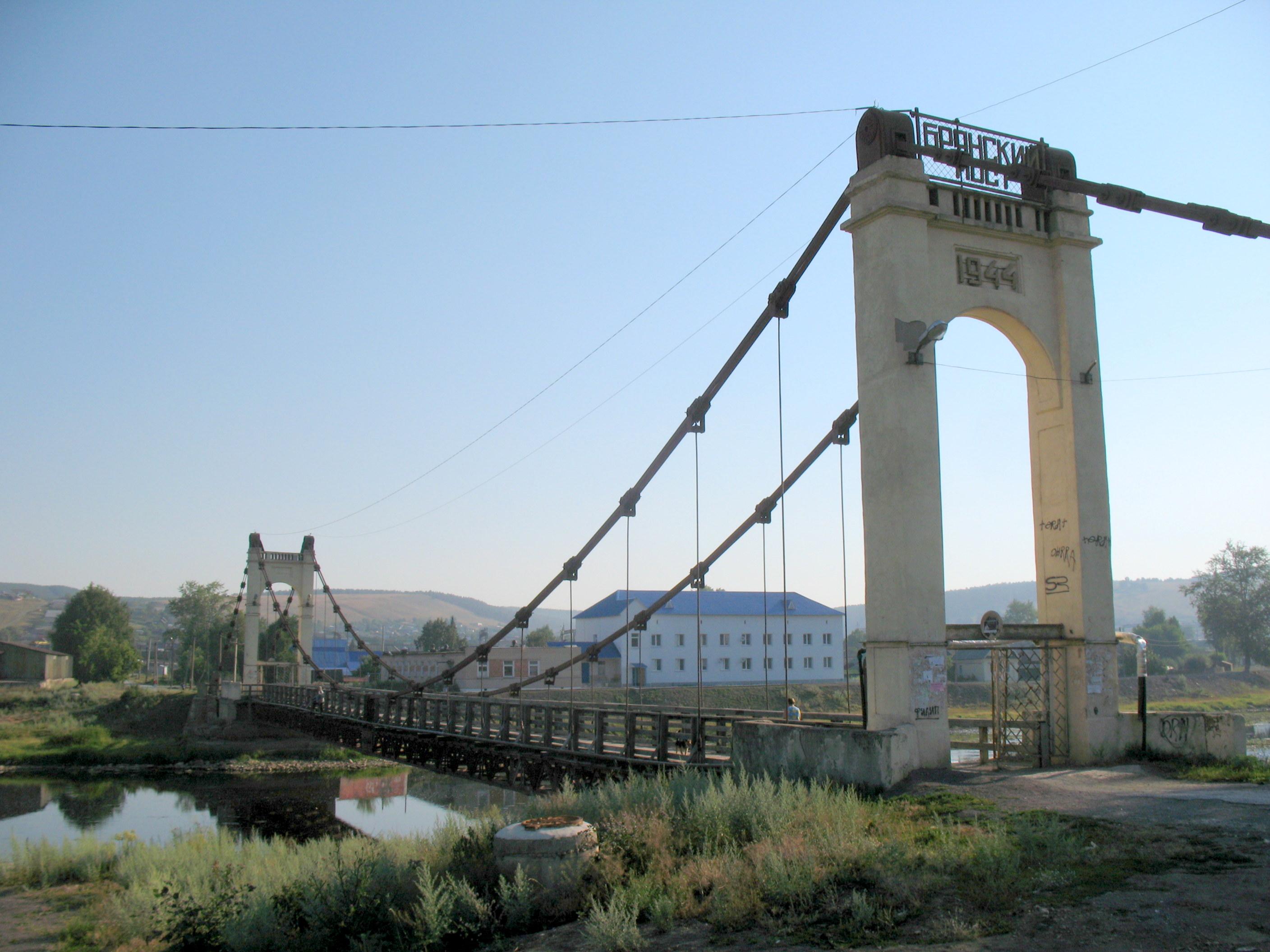
A Jurjuzanyon 1944-ben épített híd Uszty-Katav városban (2012).

- Uszty-Katav (27 800 fő), az azonos nevű mellékfolyó torkolatánál
- Trjohgornij (34 500 fő; régi nevén: Zlatouszt-36). Jurjuzany mellett; zárt város, az atomipar egyik központja.

A folyó mentén, Baskíria Szalavat járásában régi híres gyógyüdülőhely Jangantau (Jangan-tau), az azonos nevű hegy lábánál, 413 m tengerszint feletti magasságban.